# Bulgur

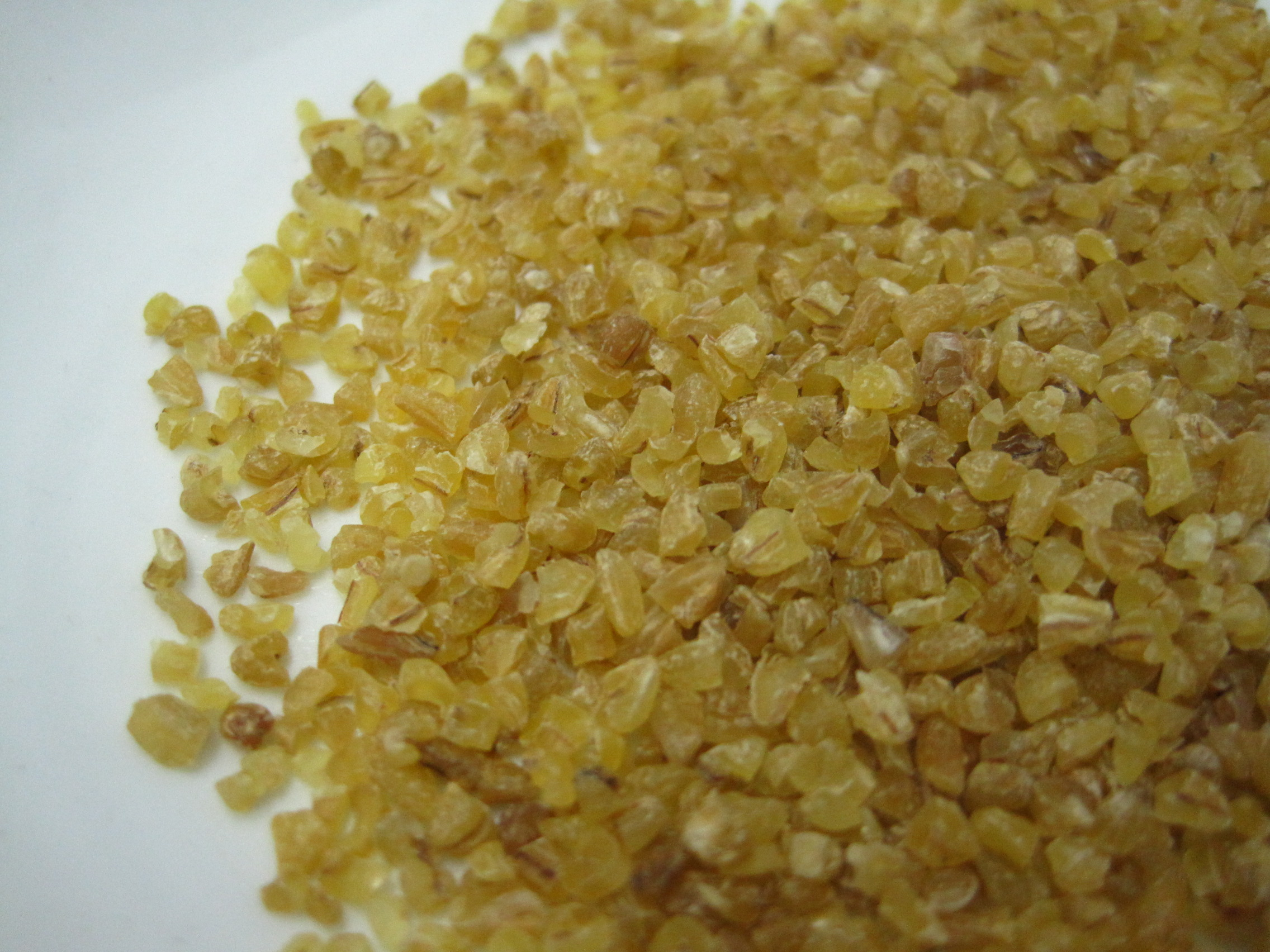
Bulgur (unzubereitet)

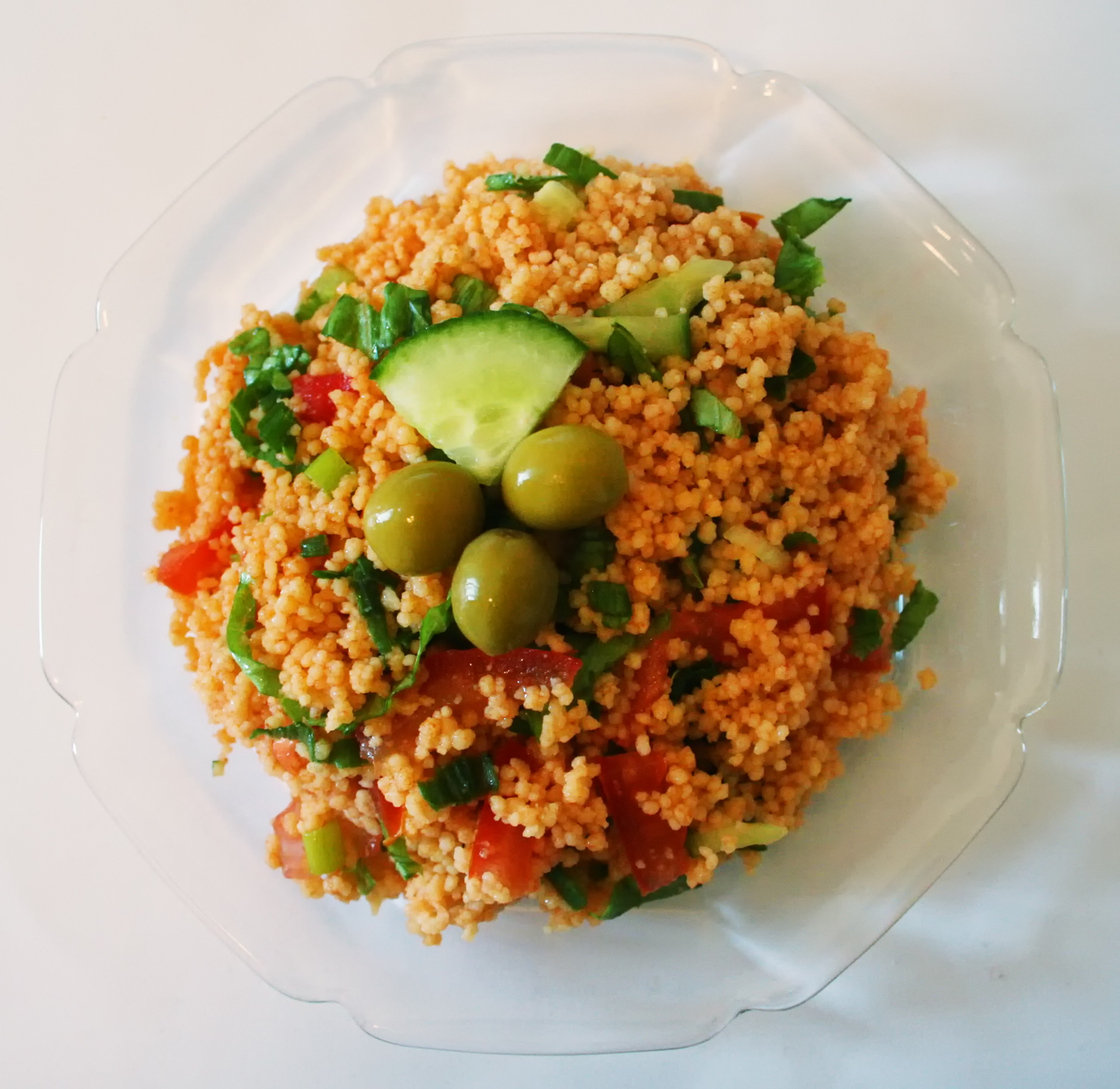
Türkischer Kısır-Salat aus Bulgur

Bulgur (auch Boulghour, Bulghur oder arabisch برغل Burghul, DMG burġul) ist ein mit Dampf unter Druck vorgekochter Weizen (Parboiled). Nach der anschließenden Trocknung wird die freigelegte Kleie mechanisch entfernt. Danach wird das Korn grob oder fein mit einem Grützeschneider geschnitten.
Er wird hauptsächlich aus Hartweizen hergestellt und ist ein Hauptnahrungsmittel in der Türkei und im weiteren Vorderasien. Bulgur kann wie Reis und mit verschiedenen Zutaten wie Gemüse und/oder Fleisch gekocht werden. Auch kann er, ähnlich wie Couscous in Nordafrika, gedämpft oder eingeweicht und als Taboulé oder Kısır zubereitet werden. Er ist ebenfalls eine wichtige Zutat für das Gericht Çiğ Köfte, das vor allem im Südosten der Türkei verbreitet ist.

## Inhaltsstoffe
Der Nährwert von 100 Gramm unverarbeitetem, trockenem Bulgur beträgt je nach Hersteller:
| Energie                     | 1.439–1.520 kJ (344–359 kcal) |
| Fett                        | 1,5–1,8 g                     |
| davon gesättigte Fettsäuren | 0,2–0,3 g                     |
| Kohlenhydrate               | 65,0–69,8 g                   |
| davon Zucker                | 0,8–2,4 g                     |
| Ballaststoffe               | 8,2–13,0 g                    |
| Proteine                    | 10,6–12,5 g                   |
| Salz                        | 0,025–0,1 g                   |